# کرمین
کرمین (به آلمانی: Kremmin) یک شهر در آلمان است که در لودویگسلوست-پارشیم واقع شده‌است. کرمین ۲۷۱ نفر جمعیت دارد.